# حازم ملحس
حازم ملحس سياسي ووزير أردني سابق ولد في عمان. شغل منصب وزير البيئة في حكومة سمير الرفاعي الأولى من (14 ديسيمبر 2009) وحتى تاريخ إستقالته في 27 أوكتوبر 2010.
تلقى دراسته الثانوية في كلية تراسنطه، وحصل على درجة البكالوريوس في الهندسة المدنية من جامعة تكساس الأمريكية . تنقل بين عدد من المناصب في القطاع الخاص، فشغل منصب المدير التنفيذي للعمليات في شركة أرامكس والرئيس التنفيذي لشركة أريجون للخدمات الاستشارية والرئيس التنفيذي لشركة أوبتيمايزا بالإضافة لتعيينه عضوا في مجلس أمناء كلية الأميرة سمية للتكنولوجيا وعضو مجلس إدارة الأردن دبي للأملاك.ونائب رئيس مجلس إدارة شركة الفارس الوطنية للاستثمار والتصدير.

## إقالته
بعد أن قام بإهانة وشتم الصحافيين في ندوة بالعاصمة مدينة عمان قدم طلب استقالة وتم قبولها بعد أن اعتذر.